# Municipio de Valley (condado de Cleburne)
El municipio de Valley (en inglés: Valley Township) es un municipio ubicado en el condado de Cleburne en el estado estadounidense de Arkansas. En el año 2010 tenía una población de 621 habitantes y una densidad poblacional de 14,07 personas por km².

## Geografía
El municipio de Valley se encuentra ubicado en las coordenadas 35°29′36″N 92°5′38″O / 35.49333, -92.09389. Según la Oficina del Censo de los Estados Unidos, el municipio tiene una superficie total de 44.15 km², de la cual 15,44 km² corresponden a tierra firme y (65,04 %) 28,72 km² es agua.

## Demografía
Según el censo de 2010, había 621 personas residiendo en el municipio de Valley. La densidad de población era de 14,07 hab./km². De los 621 habitantes, el municipio de Valley estaba compuesto por el 96,3 % blancos, el 0,97 % eran afroamericanos, el 0,48 % eran amerindios, el 0,64 % eran asiáticos, el 0,97 % eran de otras razas y el 0,64 % eran de una mezcla de razas. Del total de la población el 0,97 % eran hispanos o latinos de cualquier raza.